# Bretschneiderův vzorec

Čtyřúhelník

V geometrii je Bretschneiderův vzorec následující výraz pro obsah obecného čtyřúhelníku:
{\displaystyle S={\sqrt {(s-a)(s-b)(s-c)(s-d)-abcd\cdot \cos ^{2}\left({\frac {\alpha +\gamma }{2}}\right)}}}
{\displaystyle ={\sqrt {(s-a)(s-b)(s-c)(s-d)-{\tfrac {1}{2}}abcd[1+\cos(\alpha +\gamma )]}}}
Zde, a, b, c, d jsou strany, s je poloviční obvod, a α a γ jsou dva protilehlé úhly.
Německý matematik Carl Anton Bretschneider objevil vzorec v roce 1842. Vzorec byl také odvozen ve stejném roce německým matematikem Karlem Georgem Christianem von Staudtem.

## Důkaz
Pro obsah čtyřúhelníku S platí:
{\displaystyle {\begin{aligned}S&={\text{obsah}}\triangle ADB+{\text{obsah }}\triangle BDC\\&={\frac {ad\sin \alpha }{2}}+{\frac {bc\sin \gamma }{2}}.\end{aligned}}}
Proto
{\displaystyle 2S=(ad)\sin \alpha +(bc)\sin \gamma .}
{\displaystyle 4S^{2}=(ad)^{2}\sin ^{2}\alpha +(bc)^{2}\sin ^{2}\gamma +2abcd\sin \alpha \sin \gamma .}
Kosinová věta použitá na úhlopříčku e=BD dává
{\displaystyle a^{2}+d^{2}-2ad\cos \alpha =b^{2}+c^{2}-2bc\cos \gamma ,}
protože obě strany se rovnají čtverci délky diagonály BD. To může být přepsáno jako
{\displaystyle {\frac {(a^{2}+d^{2}-b^{2}-c^{2})^{2}}{4}}=(ad)^{2}\cos ^{2}\alpha +(bc)^{2}\cos ^{2}\gamma -2abcd\cos \alpha \cos \gamma .}
Přičteme vztah pro {\displaystyle 4S^{2}} a využijeme známé rovnosti pro goniometrické funkce, (např. pro kosinus součtu úhlů)
{\displaystyle {\begin{aligned}4S^{2}+{\frac {(a^{2}+d^{2}-b^{2}-c^{2})^{2}}{4}}&=(ad)^{2}+(bc)^{2}-2abcd\cos(\alpha +\gamma )\\&=(ad+bc)^{2}-2abcd-2abcd\cos(\alpha +\gamma )\\&=(ad+bc)^{2}-2abcd(\cos(\alpha +\gamma )+1)\\&=(ad+bc)^{2}-4abcd\left({\frac {\cos(\alpha +\gamma )+1}{2}}\right)\\&=(ad+bc)^{2}-4abcd\cos ^{2}\left({\frac {\alpha +\gamma }{2}}\right).\end{aligned}}}
Připomínáme rovnost pro kosinus polovičního úhlu
{\displaystyle \cos ^{2}{\frac {\phi }{2}}={\frac {1+\cos \phi }{2}}}.
Pomocí stejných kroků jako při odvození Brahmaguptova vzorce dostaneme
{\displaystyle 16S^{2}=(a+b+c-d)(a+b-c+d)(a-b+c+d)(-a+b+c+d)-16abcd\cos ^{2}\left({\frac {\alpha +\gamma }{2}}\right)}
Zavedením polovičního obvodu
{\displaystyle s={\frac {a+b+c+d}{2}},}
a dosazením výše máme
{\displaystyle 16S^{2}=16(s-d)(s-c)(s-b)(s-a)-16abcd\cos ^{2}\left({\frac {\alpha +\gamma }{2}}\right)}
{\displaystyle S^{2}=(s-a)(s-b)(s-c)(s-d)-abcd\cos ^{2}\left({\frac {\alpha +\gamma }{2}}\right)}
a Bretschneiderův vzorec dostaneme odmocněním:
{\displaystyle S={\sqrt {(s-a)(s-b)(s-c)(s-d)-abcd\cdot \cos ^{2}\left({\frac {\alpha +\gamma }{2}}\right)}}}.

## Důsledek
Čtyřúhelník s danými délkami stran má největší obsah, právě když je tětivový. To je lépe vidět ze vzorce s úhly, protože právě u tětivového čtyřúhelníku je součet protějších úhlů roven 180°. U vzorce s diagonálami to plyne z Ptolemaiovy věty.

## Související vzorce
Bretschneiderův vzorec zobecňuje Brahmaguptův vzorec pro tětivový čtyřúhelník na libovolný čtyřúhelník.
Vzorec lze upravit na tvar bez úhlů, jen s délkami stran a úhlopříček e a f:  

{\displaystyle {\begin{aligned}S&={\tfrac {1}{4}}{\sqrt {4e^{2}f^{2}-(b^{2}+d^{2}-a^{2}-c^{2})^{2}}}\\&={\sqrt {(s-a)(s-b)(s-c)(s-d)-{\tfrac {1}{4}}(ac+bd+ef)(ac+bd-ef)}}.\end{aligned}}}